# Nenaš
Nenaš (mađ. Hajdúnánás) je gradić na sjeveroistoku Mađarske.
Površine je 259,62 km četvorna.

## Zemljopisni položaj
Nalazi se u središtu sjeveroistočne Mađarske, u pokrajini Hajdúságu. Zapadno je Görbeháza, sjeverno-sjeverozapadno je Tiszavasvári, sjeveroistočno su Kálmánháza i Nyiregyháza, u blizini jugoistočno je Hajdúdorog te nešto dalje Újfehértó i Téglás, južno-jugoistočno je Hajdúböszörmény, a prema jugozapadu malo je naselja, uglavnom meliorirane površine te dalje nacionalni park Hortobágyi. Spada u hajdučke gradove (hajdúváros).

## Upravna organizacija
Upravno pripada hajdubesermenjskoj mikroregiji u Hajdu-biharskoj županiji. Poštanski je broj 4080, a u pridruženom unutarnjem naselju Tedeju 4085.
Romi imaju manjinsku samoupravu.

## Povijest
Nenaš je imao status grada prije 1900., a 1952. iz dijela Nenaša Vida i još nekih susjednih naselja formirano je novo naselje Hajdúvid.

## Promet
Nenaš je čvorištem nekoliko lokalnih cesta. Državne cestovne prometnice prolaze 15 km sjevernije (br. 36), južnije (br. 35) i istočnije (br. 4). U blizini sjeverno prolazi autocesta M3, a južno M35 (E79). Kroz Nenaš prolazi željeznička pruga koja povezuje Miškolc i Debrecin.

## Stanovništvo
2001. je godine u Nenašu živjelo 18316 stanovnika, većinom Mađara te nešto malo Roma. 46% je kalvinista, 33% bez vjere, katolika 6%, grkokatolika 3,4%.

## Znamenitosti
- kurgan[4]

## Poznate osobe
- Pál Móricz
- Imre Ladányi
- Lajos Kéky
- Béla Vihar
- Imre Hódos
- Lóránt Hegedűs
- Imre Csuja
- Gyöngyi Spitzer
- Dénes Krusovszky (1982.)
- Ferenc Fehér (1975.)

## Gradovi prijatelji
- Piešťany
- Valea lui Mihai
- Ustron

## Vanjske poveznice
- Službene stranice